# 44G busz (Miskolc)
A miskolci 44G-s buszjárat Auchan Pesti út és a Centrum kapcsolatát látja el, esetenként továbbközlekedve a Szondi György utcáig. A viszonylatot a Miskolc Városi Közlekedési Zrt. üzemeltette.

## Története
A járat útvonala teljesen megegyezett a 44-es járatával azzal a különbséggel hogy amint a 44-es autóbusz a Centrumhoz érkezett, az azonnal tovább indult a garázs vagy a Búza tér felé utasok nélkül. Ezután egy másik busz átszerel a helyére és az folytatja a járatot. 
2022. december 13-án a 44-es végállomása a Centrumtól a Búza térre került, ezért a 44G-s járat megszűnt.
2022. december 25-től a járat ismét visszaállt.
2023. október 13-án a járat megszűnt, mivel a 44-es járatok végállomása a Centrumtól a Búza térre került.

## Megállóhelyei
|    | Megállóhelyek           |
| -- | ----------------------- |
| 00 | Auchan Dél (Pesti út)   |
| 02 | Pesti út                |
| 05 | Cementgyár              |
| 07 | Hejőcsabai Gyógyszertár |
| 08 | Hejőcsabai városrész    |
| 10 | Tapolcai elágazás       |
| 11 | Petneházy bérházak      |
| 13 | SZTK Rendelő            |
| 15 | Népkert                 |
| 17 | Vörösmarty Mihály utca  |
| 18 | Centrum                 |